# Biem (Südsudan)
Koordinaten: 10° 0′ N, 30° 8′ O
Biem ist ein Dorf im Norden des Bundesstaates Ruweng im Südsudan.
Biem liegt nördlich des Flusses Bahr al-Arab und damit geografisch im Norden des Sudan, gehört ethnisch und politisch jedoch zum Südsudan. Bewohnt wird Biem hauptsächlich von viehzüchtenden (Kwil-)Dinka.
Der Ort liegt auf dem Gebiet der Erdölvorkommen von Heglig, südöstlich dieser Stadt, und etwa 70 Kilometer nordöstlich von Bentiu. Während des Sezessionskrieges im Südsudan wurde Biem nicht zuletzt wegen seiner Nähe zur Grenze zum Nordsudan und den Ölfeldern in Mitleidenschaft gezogen, was zu Hunger unter der Lokalbevölkerung und zu einem Zustrom von Binnenvertriebenen führte. Biem befand sich hierbei unter der Kontrolle der Rebellen der Sudanesischen Volksbefreiungsarmee, welche von hier aus Angriffe auf die Erdölförderungsanlagen verübten. 1999 zerstörten Regierungstruppen bei einer Offensive das Dorf.